# The Blue (Novembre)
The Blue è il settimo album in studio della progressive death metal/gothic metal band italiana Novembre pubblicato nel 2007 dalla Peaceville Records.

## Tracce
1. Anaemia
2. Triesteitaliana
3. Cobalt of March
4. Bluecracy
5. Architheme
6. Nascence
7. Iridescence
8. Sound Odyssey
9. Cantus Christi
10. Zenith
11. Argentic
12. Deorbit

## Formazione

### Gruppo
- Carmelo Orlando - chitarra, voce, tastiere
- Giuseppe Orlando - batteria
- Massimiliano Pagliuso - chitarra, tastiere
- Luca Giovagnoli - basso

### Altri musicisti
- Francesca Iacorossi - voce in Nascence
- Emanuele Casali (DGM) - tastiere